# Bignonia capreolata
La Bignonia capreolata L., 1753 è una specie di pianta appartenente al genere della Bignonia, originaria del sud-est degli Stati Uniti.

## Descrizione

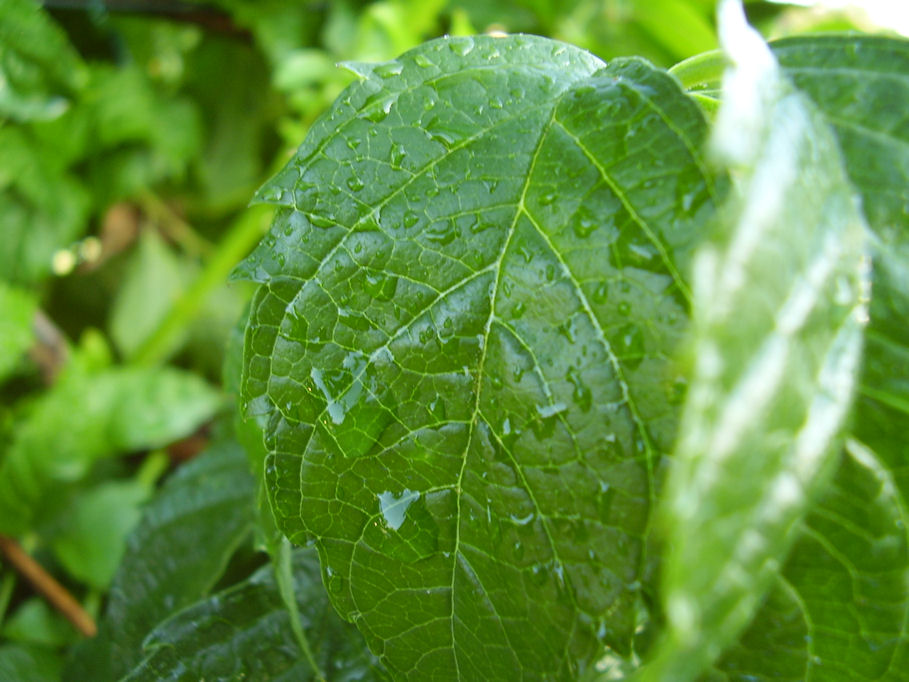
Le foglie

Si tratta di una specie sempreverde, particolarmente vigorosa, che cresce molto rapidamente fino a raggiungere anche i 10 metri di altezza.
In Italia cresce all'aperto nelle regioni più calde del centro e del sud del paese, mentre al nord viene coltivata nelle serre o all'aperto nelle zone dove il clima è più mite per tutto il periodo dell'anno.
Le foglie sono ovali, oblunghe e dentate, di colore verde lucido in primavera e d'estate e rosse in autunno, e si sviluppano a coppie simmetricamente rispetto al ramo.
È oltretutto una pianta rampicante, che si "aggrappa" con delle ventose che si trovano al termine dei viticci ramificati delle foglie.
I fiori, di color rosso-arancio, sono raggruppati in cime peduncolate e possiedono una corolla tubulosa lunga circa 4 o 5 centimetri che termina con cinque lobi allargati. Sono molto visitati dalle api.

## Varietà[1]
- Bignonia capreolata atrosanguinea
- Bignonia capreolata lutea